# Métro de Jakarta

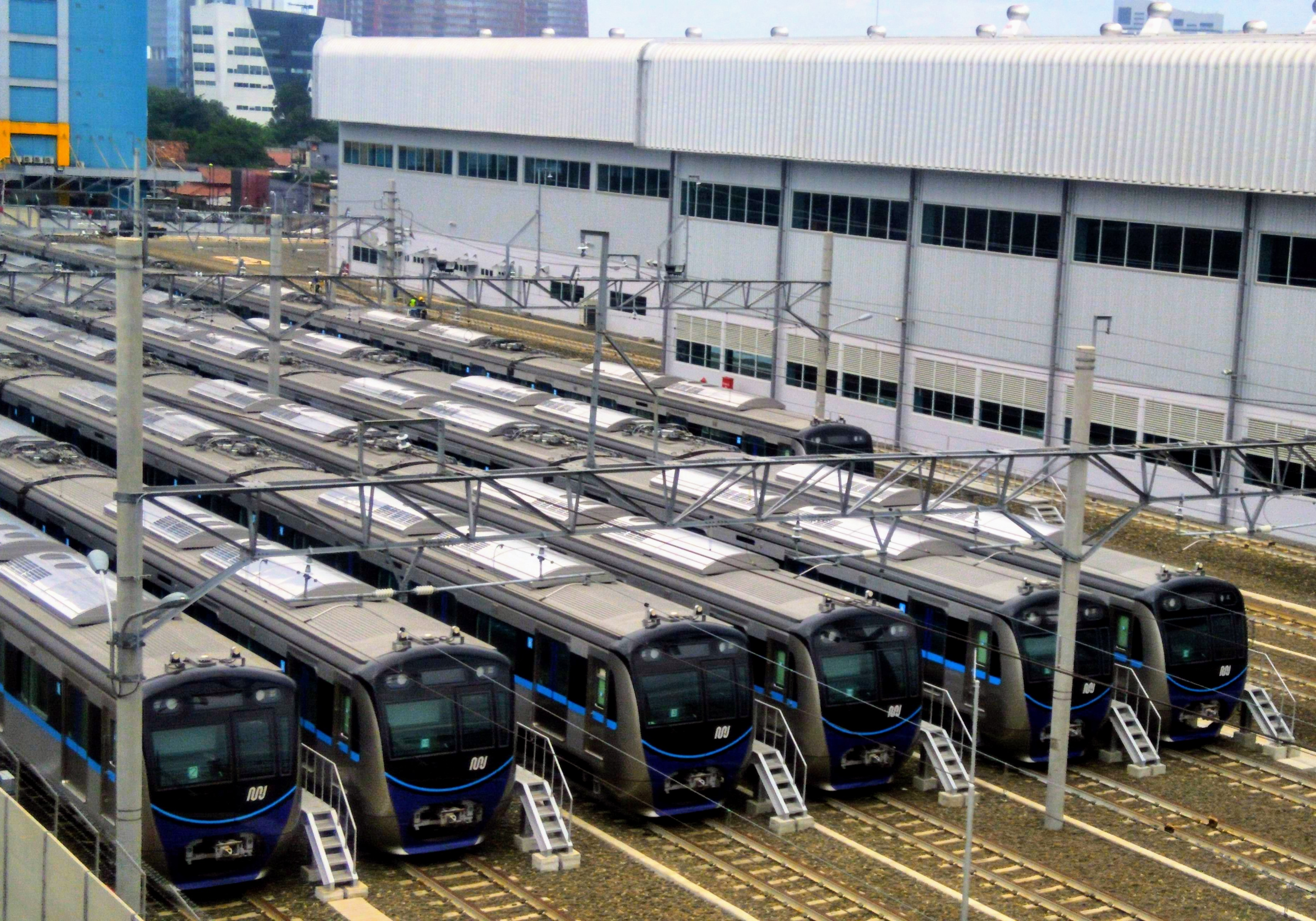
Dépôt de la ligne 1 à Lebak Bulus

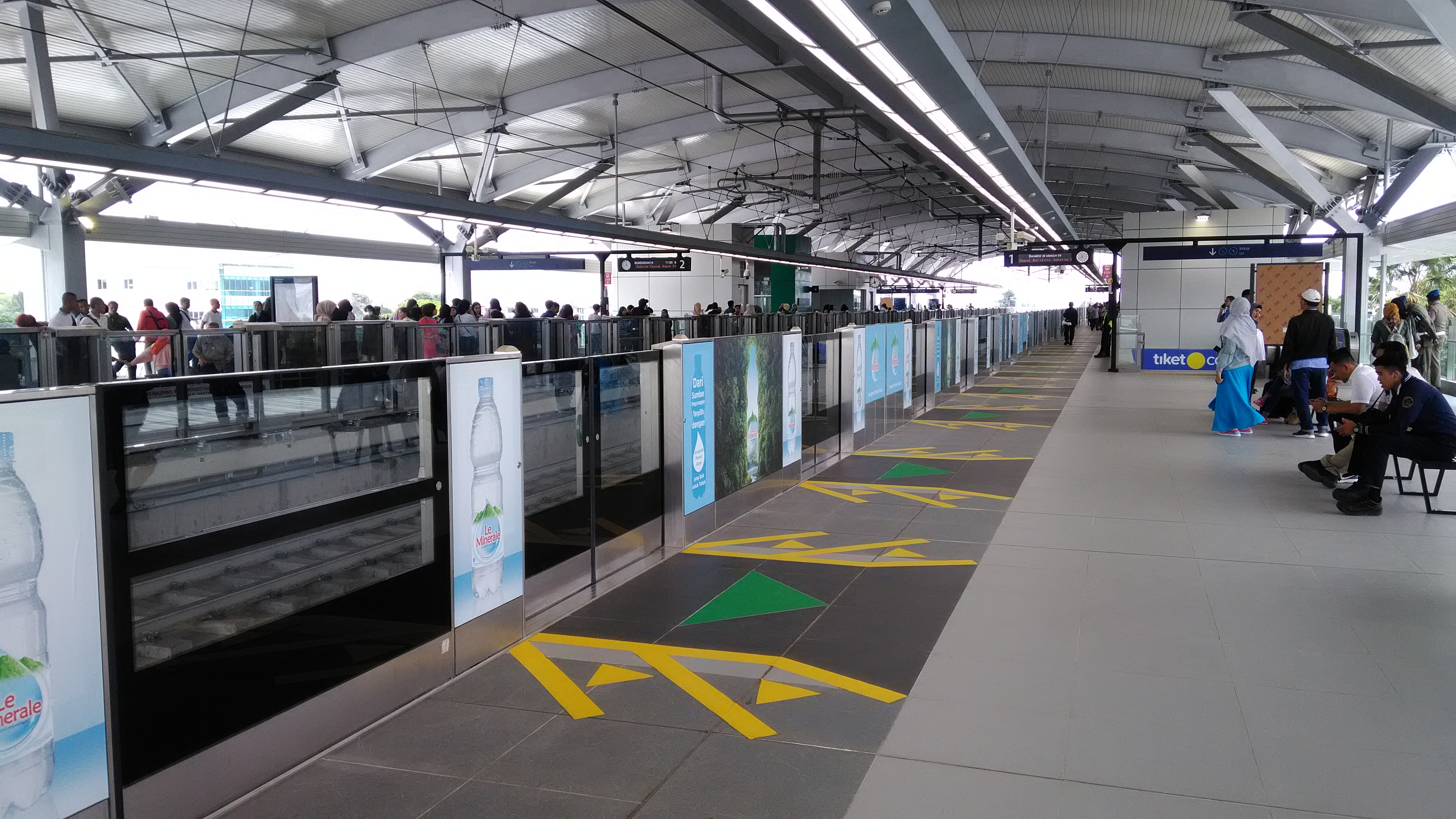
Quai de la station Lebak Bulus

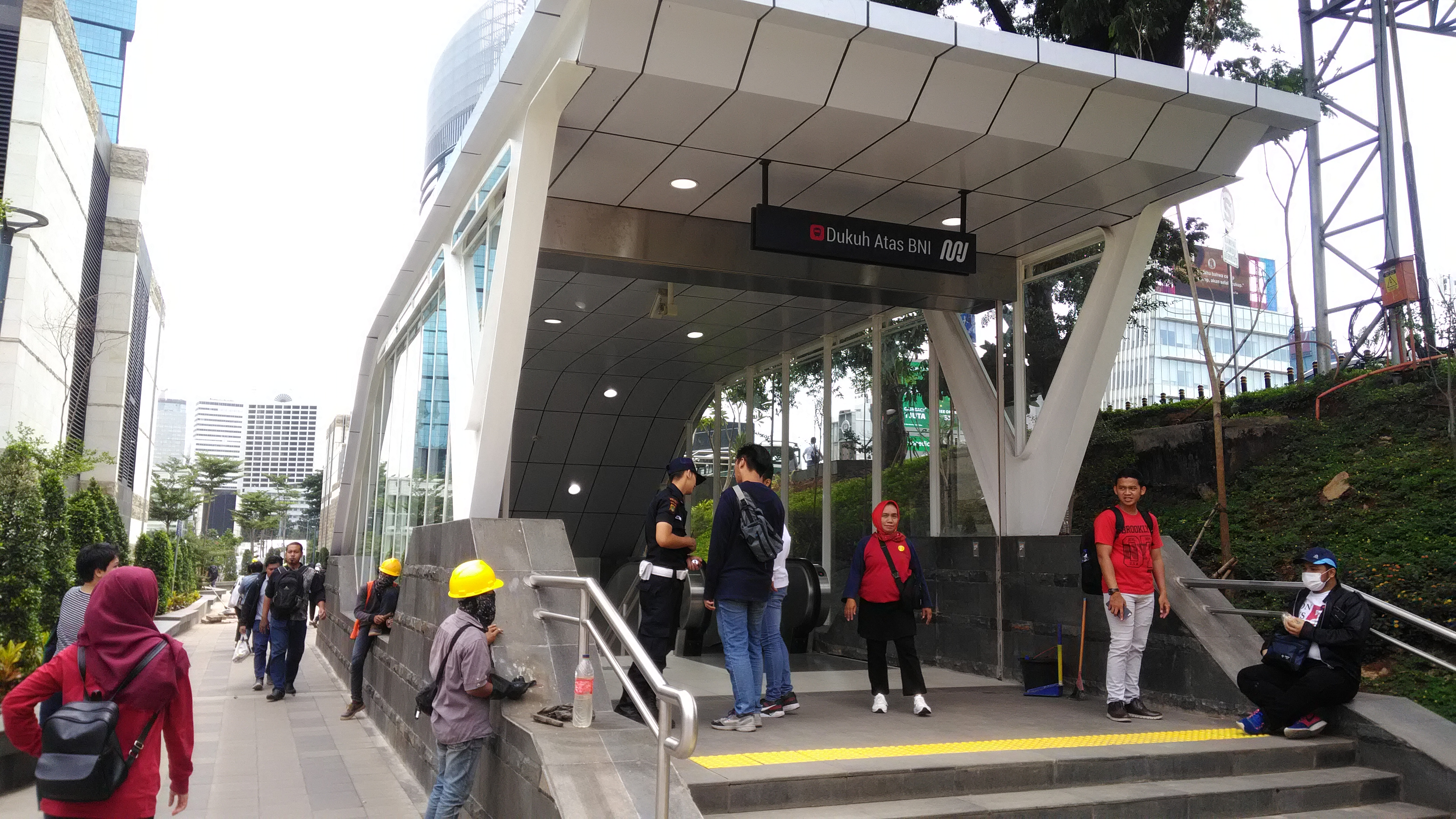
Entrée de la station Dukuh Atas

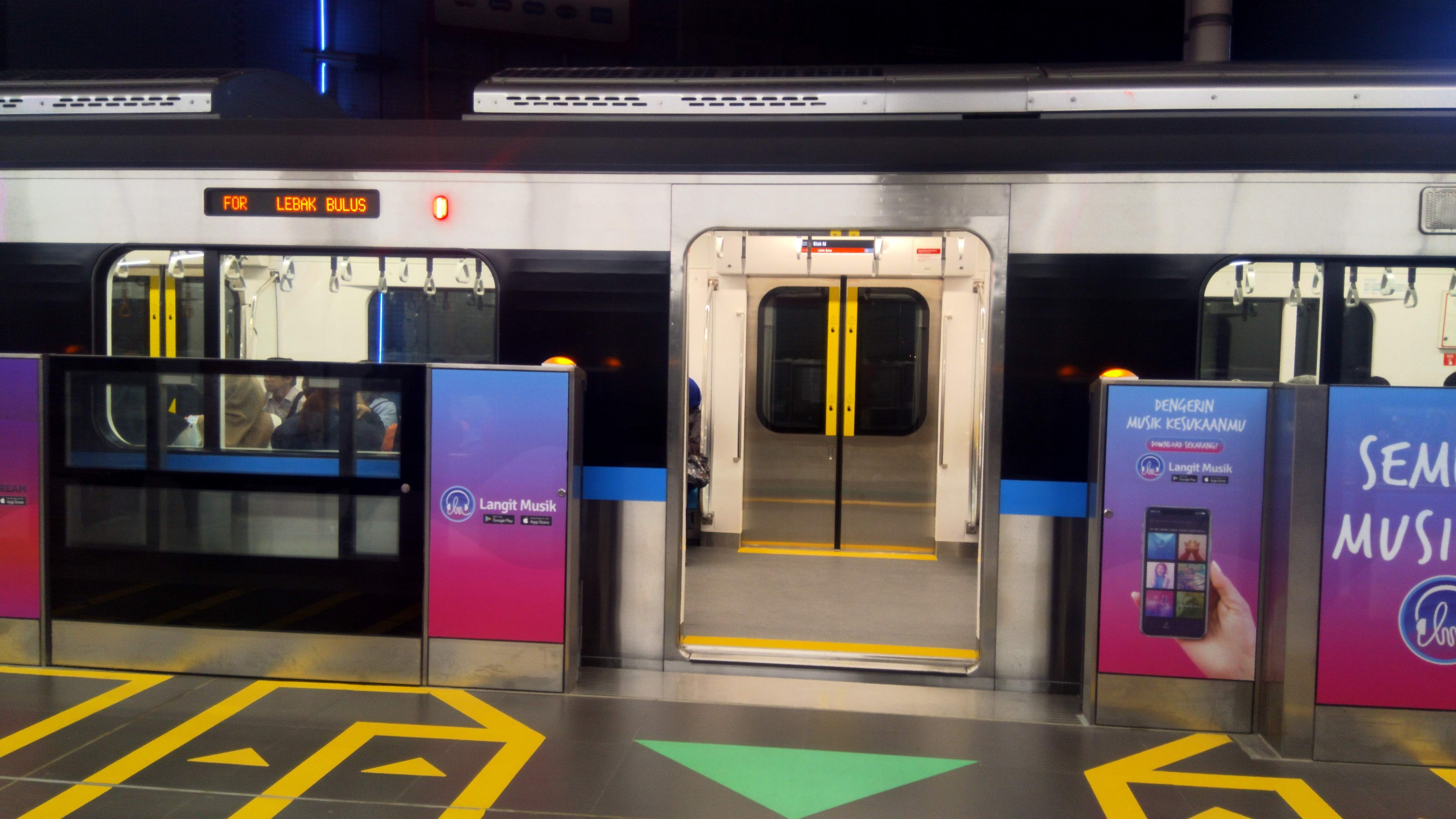
Des portes palières sont disposées en bordure de quai.

Le métro de Jakarta, en indonésien MRT Jakarta (pour Moda Raya Terpadu Jakarta, "grand mode [de transport] intégré") est le métro de Jakarta, la capitale de l'Indonésie.  C'est le deuxième métro jamais construit dans le pays après le métro léger de Palembang dans le sud de Sumatra.
Le premier tronçon de la première ligne, qui va de Lebak Bulus dans le sud au rond-point de l'hôtel Indonesia dans le centre, a été inaugurée le 24 mars 2019. Ce tronçon est en partie aérien et en partie souterrain.

## Contexte
La ville de Jakarta compte en 2014 plus de 10 millions d'habitants tandis que l'agglomération est peuplée de près de 30 millions de personnes. La capitale de l'Indonésie est particulièrement touchée par la congestion du trafic routier provoquée par les insuffisances des transports en commun qui encourage l'utilisation de véhicules privés (13 millions de motocyclistes et 4,4 millions de voitures en 2018. Tous les jours 2,2 millions de personnes résidant dans l'agglomération se rendent dans la ville pour y travailler. Seulement 20% utilisent les transports en commun.

## Historique
Les premières études portant sur la construction d'un métro à Jakarta remontent à 1985.̩ De nombreuses études se succèdent sans déboucher sur une réalisation notamment du fait d'une situation économique médiocre. Le projet de métro est intégré au plan directeur des transports établi  par l'agence indonésienne de planification et de développement (Badan Perencanaan Pembangunan Nasional ou BAPPENAS). Les résultats de cette étude sont validés par le gouvernement provincial de Jakarta. En 2008, le gouverneur de Jakarta   Fauzi Bowo, annonce que la construction du premier tronçon va débuter en avril 2009. Son successeur, Joko Widodo, dit Jokowi, élu en septembre 2013,  remet en question dans un premier temps le projet avant de donner finalement son feu vert.
La phase 1 du projet, qui porte sur la réalisation d'un premier tronçon d'une ligne nord-sud (ligne 1) longue de 15,7 kilomètres et comportant 13 stations, est financé par un prêt de  à taux réduit (0,25% par an) de l'agence japonaise de coopération internationale (JICA). Le cout final de cette phase est de 16 000 milliards de roupies (environ 1,5 milliard d'euros en 2006). Le remboursement de ces emprunts est pris en charge à hauteur de 49% par le gouvernement central et à hauteur de 51% par la municipalité de Jakarta. La première pierre est posée le 19 octobre 2013. Le creusement du tronçon souterrain de 6 kilomètres de long, effectué à l'aide de 4 tunneliers japonais de 6,7 mètres de diamètre débute en septembre 2015 et s'achève en février 2017. Ce premier tronçon est inauguré le 24 mars 2019 et entre en service commercial le 1er avril 2019.

## Réseau
Le réseau doit comporter à terme deux lignes, une ligne nord-sud et une ligne est-ouest. Seule une partie de la ligne nord-sud est opérationnelle en mars 2019. Elle part du centre de Jakarta (station Bunderan HI) et a son terminus dans le sud de la ville (station Lebak Bulus). La ligne longue de 15,7 km dessert 13 stations dont 6 sont souterraines et 7 sur viaduc. Les voies sont à écartement sud-africain (voie étroite à 1,067 m.)

## Prolongements et nouvelles lignes planifiés
La construction d'un deuxième tronçon (phase 2) long de 7,8 km reliant le centre-ville à la gare de Jakarta Kota dans la vieille ville démarre en 2019.  Son cout est évalué à 1,4 milliard US$ financé par un prêt sur 40 ans à taux faible (1%) de la banque de développement japonaise JICA. À plus long terme une deuxième ligne orientée est-ouest reliant les villes satellites de Timur à Barat en passant par le centre de Jakarta  longue de 87 kilomètres et comprenant 41 stations doit être mise en service à la fin de la décennie 2020. La construction de celle ligne doit commencer par un premier tronçon long de 27 kilomètres entre les stations de Ujung Menteng et Kembangan long de 27 km et comprenant 22 stations. Le réseau remplacera à terme les actuelles lignes 1 (nord-sud), ainsi que les lignes 2 et 3 (ouest-est) du TransJakarta, le réseau de bus à haut niveau de service en site propre de la ville.

## Matériel roulant

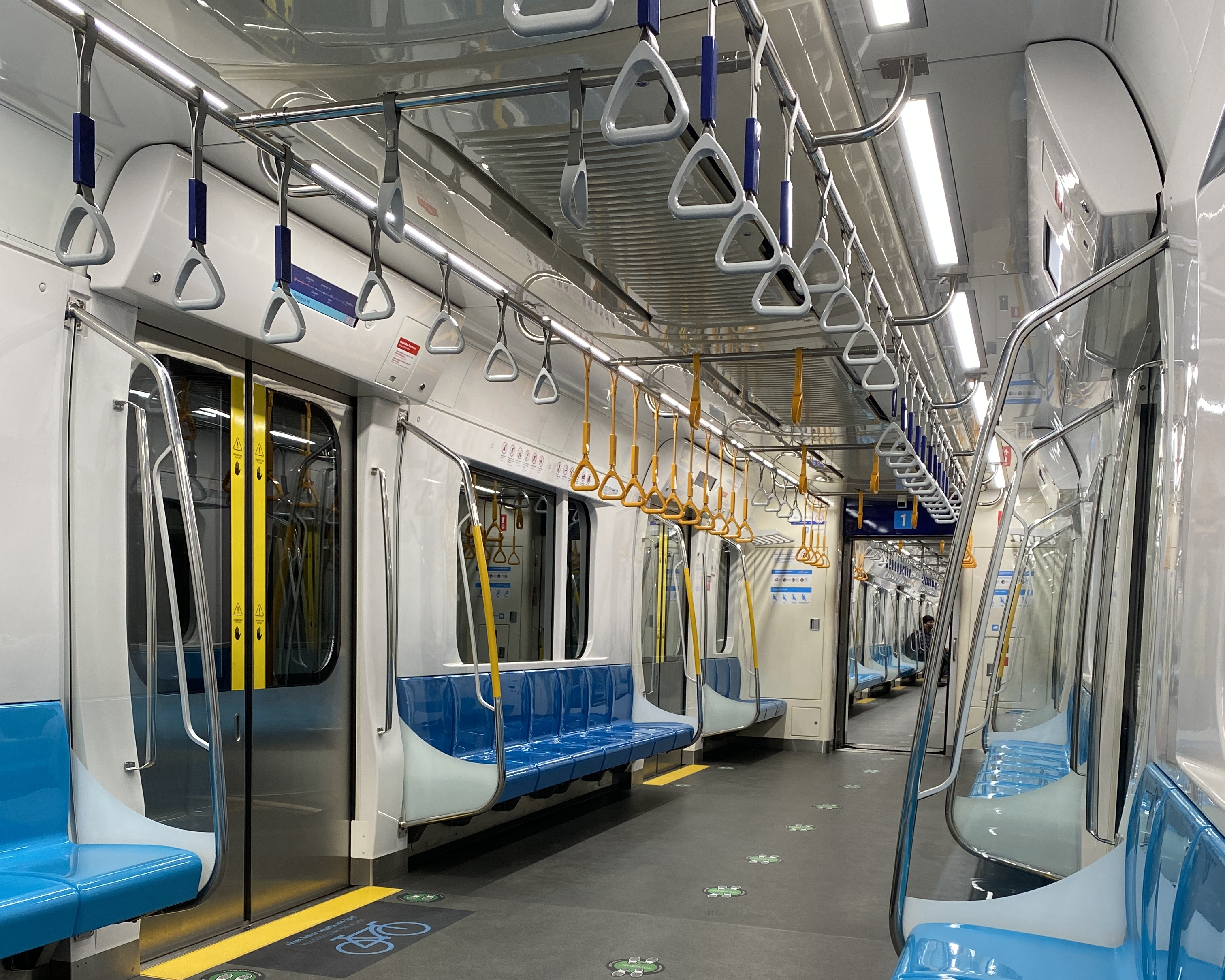
Intérieur des rames du métro de Jakarta à une heure creuse.

Les rames sont fournies par les constructeurs japonais Sumitomo Corporation et Nippon Sharyo. 16 rames comportant chacune 6 voitures ont été acquises pour un cout de 13 milliards de yens (104 millions €). Les trains longs de 118 mètres peuvent transporter de 1200 à 1800 passagers. Les rames sont alimentées en 1,5 kV par caténaire. Anies Baswedan, le gouverneur de Jakarta,  a baptisé les rames de métro Ratangga, nom d'un char de guerre dans le poème vieux-javanais Arjunawiwaha.

## Exploitation
Le métro est exploité par PT MRT Jakarta, une régie détenue par le gouvernement provincial de Jakarta. Le service est assuré de 5 heures du matin à minuit. Les trains se succèdent toutes les 5 minutes à l'heure de pointe. La vitesse commerciale est de 32 km/h en moyenne. L'ensemble du tronçon est parcouru en 30 minutes environ.

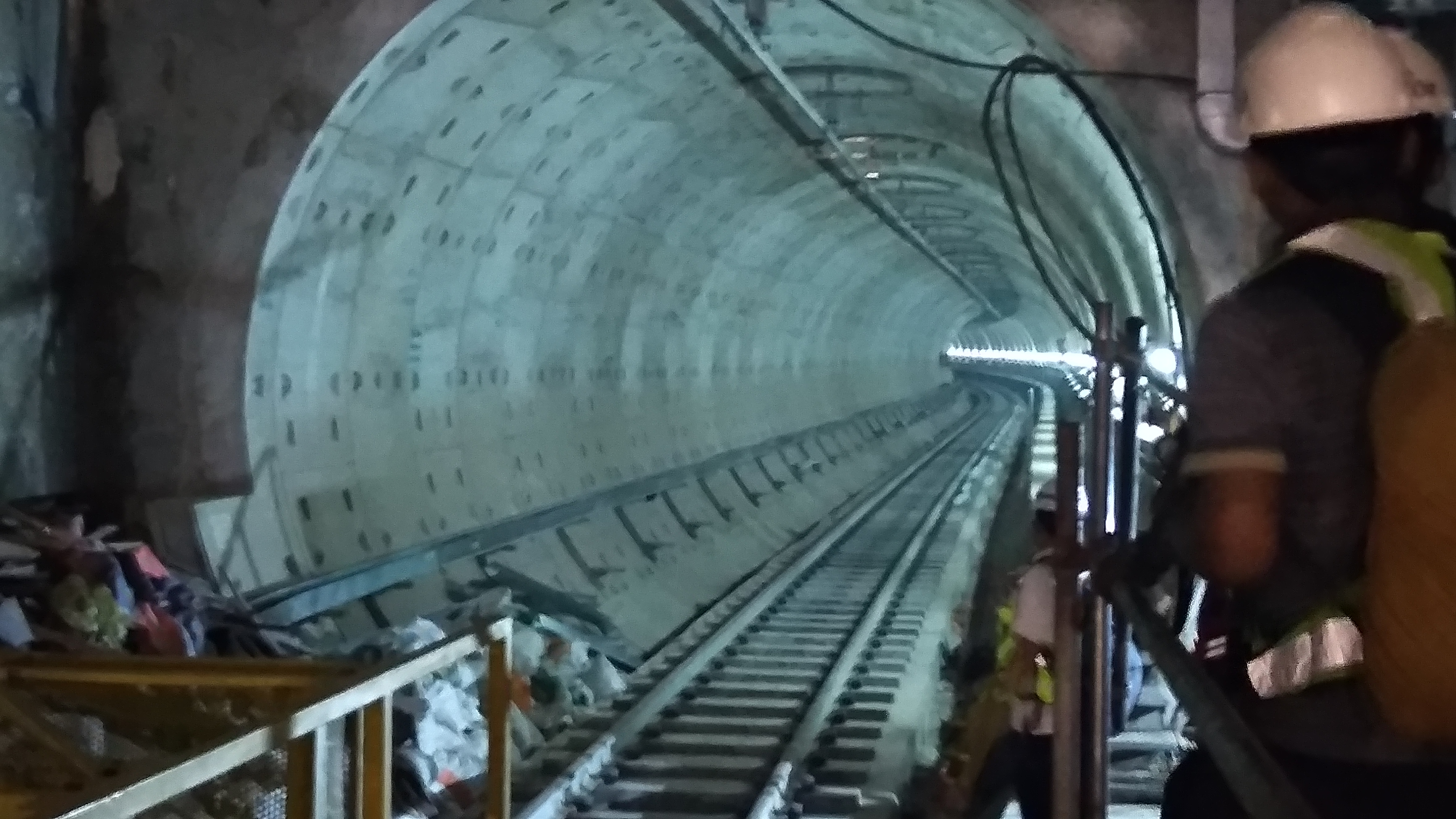
Le tunnel entre les stations Gare Sudirman et Hotel Indonesia en mars 2018
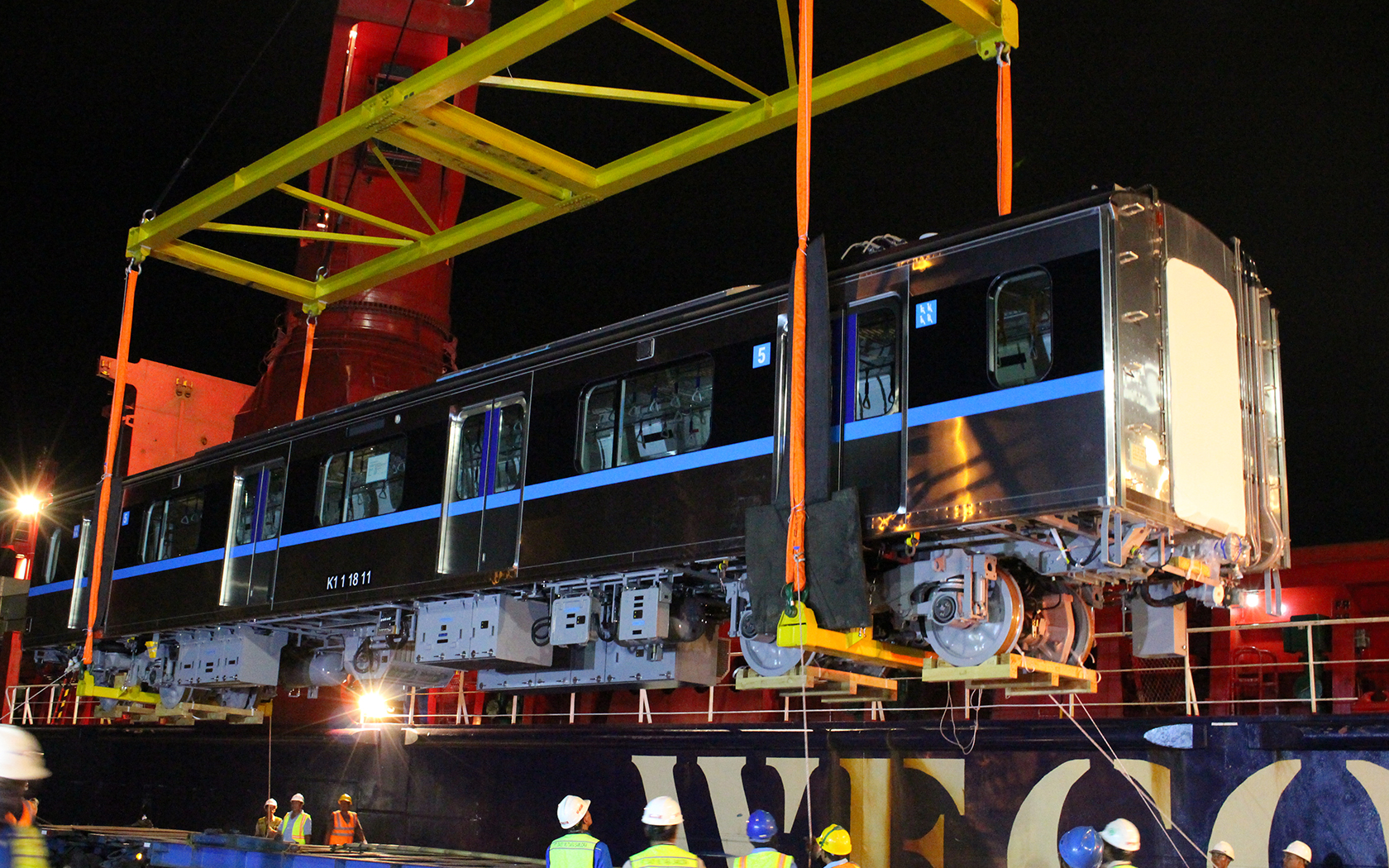
Une rame du métro de Jakarta en train d'être déchargée au port de Tanjung Priok en avril 2018